# ムルハルト
ムルハルト (ドイツ語: Murrhardt, ドイツ語発音: [ˈmʊrhart]) は、ドイツ連邦共和国バーデン＝ヴュルテンベルク州レムス＝ムル郡に属す市である。シュトゥットガルトの北東約 40 km の、シュヴァーベン＝フランケンの森の中心部、牧歌街道および鉄道ヴァイブリンゲン - シュヴェービッシュ・ハル＝ヘッセンタール線沿いに位置している。本市はシュトゥットガルト地方（1992年まではネッカー中流域）およびシュトゥットガルト大都市圏に属す。ムル川上流に位置するこの街は、シュヴァーベン＝フランケンの森自然公園センター本部の所在地である。

## 地理

### 位置
ムルハルトの市域には、シュヴァーベン＝フランケンの森山地、シュールヴァルト、ヴェルツハイムの森の一部が含まれる。住宅地はムル川の幅広い谷を軸にある中心的小都市ムルハルトに集中している。この谷の北側はマインハルトの森の南部（フォルデラー・マインハルター・ヴァルト）につながり、南部はこの小都市にちなんで命名されたムルハルトの森、東部はキルンベルクの森である。これらはいずれも上位概念であるシュヴァーベン＝フランケンの森山地に含まれる。

### 高度
ムルハルト駅: 海抜 289 m、ムルハルト汚水処理場: 海抜 279 m、フォルンスバッハ駅: 海抜 320 m、ヴァルトゼー・フォルンスバッハ: 海抜 350 m、リースベルク: 海抜 490 m、キルヒェンキルンベルクの教会: 海抜 450 m、ホプラースベルク: 海抜 539 m、シュタインホイスレ: 海抜 550 m

### 市の構成
本市は、ムルハルト、フォルンスバッハ、キルヒェンキルンベルクの 3市区からなる。
ムルハルト市内は、76の地区（村落、小集落、農場、単独家屋）からなる。

### 土地利用
| 土地用途別面積 | 面積 (km2) | 占有率 |
| -------------- | ---------- | ------ |
| 住宅地         | 2.36       | 3.3 %  |
| 産業用地       | 0.67       | 0.9 %  |
| レジャー用地   | 0.48       | 0.7 %  |
| 交通用地       | 3.90       | 5.5 %  |
| 農業用地       | 22.96      | 32.3 % |
| 森林           | 39.16      | 55.0 % |
| 水域           | 0.43       | 0.6 %  |
| その他の用地   | 1.19       | 1.7 %  |
| 合計           | 71.15      |        |

出典: Statistisches Landesamt Baden-Württemberg

### 気候
| ムルハルト市の気候           | ムルハルト市の気候 | ムルハルト市の気候 | ムルハルト市の気候 | ムルハルト市の気候 | ムルハルト市の気候 | ムルハルト市の気候 | ムルハルト市の気候 | ムルハルト市の気候 | ムルハルト市の気候 | ムルハルト市の気候 | ムルハルト市の気候 | ムルハルト市の気候 | ムルハルト市の気候 |
| 月                           | 1月                | 2月                | 3月                | 4月                | 5月                | 6月                | 7月                | 8月                | 9月                | 10月               | 11月               | 12月               | 年                 |
| ---------------------------- | ------------------ | ------------------ | ------------------ | ------------------ | ------------------ | ------------------ | ------------------ | ------------------ | ------------------ | ------------------ | ------------------ | ------------------ | ------------------ |
| 日平均気温 °C （°F）         | −0.8 (30.6)        | 0.4 (32.7)         | 3.5 (38.3)         | 7.3 (45.1)         | 11.7 (53.1)        | 15.0 (59)          | 16.7 (62.1)        | 15.9 (60.6)        | 13.0 (55.4)        | 8.5 (47.3)         | 3.5 (38.3)         | 0.0 (32)           | 7.89 (46.21)       |
| 降水量 mm （inch）           | 104.3 (4.106)      | 86.3 (3.398)       | 92.9 (3.657)       | 87.7 (3.453)       | 108.6 (4.276)      | 113.1 (4.453)      | 96.6 (3.803)       | 100.1 (3.941)      | 75.1 (2.957)       | 84.4 (3.323)       | 97.3 (3.831)       | 109.0 (4.291)      | 1,155.4 (45.489)   |
| 出典：Deutscher Wetterdienst |                    |                    |                    |                    |                    |                    |                    |                    |                    |                    |                    |                    |                    |

## 歴史

### 原始・先史の出土品
市の南部、ヴュルテンベルク・コイパー山地の一部であるムルハルトの森が始まるあたりの旧採石場で、3種類、5体の亀の化石が発見された。そのうち1つによって、新しい属が設けられ、発掘地にちなんで Murrhardtia staeschei と名付けられた。これは旧北区の Australochelidae の最初の代表である可能性が非常に高い。
第二次世界大戦の頃にケーヒャースベルクで「ムルハルトの恐竜」が発見された。2007年にシュトゥットガルトの州博覧会「恐竜 - 進化の歴史」で標本として初めて紹介された。これは全長約 2 m 近い鷲竜類の一種であり、その最初で、2018年現在唯一の例である。

### 市名の語源
本市の最も古い表記は Murrahart である。これは、「ムル川沿いの柳の森」を意味している。ムル川 (Murr) の名前は、湿地 (Moor)、泥土 (Morast)、沼地 (Sumpfland) に由来する。

### ローマ時代のムルハルト (Vicus Murrensis)
ムルハルト市の始まりはローマ時代、161年にネッカー川の谷から、東のまだ未開であったシュヴァーベンの森の高地にローマ帝国の国境が移されたことに由来する。ローマの城砦建設は、ロルヒ、ヴェルツハイム、マインハルト、エーリンゲン、そしてムルハルトなど、多くの新しい入植地の発端となった。ローマ軍の予備兵は数多くの見張り塔から、手つかずの原生林を通る城砦間の国境非植林地を監視した。
ラテン語で Vicus Murrensis と呼ばれたムル川沿いの当時の村は、ローマのゲルマニア・スペリオル属州のアグリー＝デクマーテスに属し、住民の多くはケルト人＝ゲルマン人の混血であった。
2005年から UNESCO世界遺産に登録されたリーメスは、市域の真ん中を通っている。ローマ軍団第24部隊 (XXIIII COH VCR) のローマ城砦は旧市街の南都にあったが、その上に建物が建てられ（ロッシュ家の旧邸付近）たため、その遺構を見ることができない。ローマ城砦は、常に川床からの高さ 30 m に建設された。
2010年9月、現在のシュタットミッテ（市中心部）東端での掘削作業中にローマ時代の建物の遺構が発見された。掘り出された浴場施設の遺跡は第24部隊の城砦に比べ、約 10 m 低い位置にあった。床下暖房施設が、これが浴場であったことを示している。1部隊は、現在の1大隊 = 4中隊（各150人）にあたる。建設工事は2010年11月まで中断され、この土地は考古学者によって精密な調査と記録が行われた。
市の北 5 km の墓地の近くに復元された塔があり、周辺（リンデルスト耕作地）にはリーメスの遺跡が多く見られる。Vicusの遺構（ホルツブルンネン）は162年のものである。現在ヴァルテリヒス教会が建つヴァルテリヒスベルクには、ローマ時代には、ローマ兵の信仰を集めた神ミトラ（元々はペルシアの太陽神であった）の神殿とユーピテル柱があった。こうした遺構の中、いくつかが保存されているが、特筆すべきものとして、アルプスの北では唯一のロームルスとレムスとカピトリヌスの雌狼がある。これは現在カール＝シュヴァイツァー博物館に収蔵されている。
ローマ帝国の権力を示し、地形をまっすぐに通るリーメスは、レムスタールにおいてはマインツとアウクスブルクとを結ぶ交易路を護るものとして利用された。この防衛施設は、233年に初めてアレマン人によって破壊された（ジーゲルスベルク付近を突破された）が、その後再建された。アレマン人は260年頃にはライン川右岸地区全域を征服し、ムルハルトのリーメス防衛施設も破壊された。
トルビアックの戦いでフランク人がアレマン人に勝利した後、ムルハルトは496年からフランク王国の王領に属した。

### 中世
フランク王国メロヴィング朝の王テウデリク4世および宮宰カール・マルテルの治下、放浪僧ピルミニウスはフランケン地方のキリスト教化の一環として、730年頃この街に「聖マリア」という名の原始教会を建設した。その場所には現在ヴァルテリヒス教会が建てられている。この新しい名称は宗教改革の時代、1534年に命名された。
この街の1000年の歴史を形作った旧ベネディクト会聖ヤヌアリウス修道院（ムルハルト修道院）も同じく8世紀に遡る。フランク王ピピン3世は750年頃に修道院の原型となる聖三位一体僧庵を設けた。788年に修道士集団「cellula Murrahart」が小さな修道院となり、カール大帝が作成した文書にヴュルツブルク司教の所有として記述されている。816年/817年にヴァルテリヒ修道院長が、カール大帝の息子であるルートヴィヒ敬虔王の資金援助を受けて、カロリング朝の大規模な教会改革の間に修道院を設立した。ただしこれは新設ではなかった可能性もある。現在のムルハルト市教会は9世紀の修道院教会を起源とする。修道院の近くに村が形成されていった。
修道院は独自の貨幣鋳造権を有しており、「ムルハルター・プフェニヒ」と呼ばれる硬貨を鋳造した（1130年）。1200年頃に村は市場開催権を有した。1288年、修道院代官アルブレヒト・フォン・レーヴェンシュタイン＝シェンケンベルクから都市権を授けられた。住民は慎ましく生活していた。農業や小規模な手工業の他に、ムルハルト周辺ではその後多くのガラス工場が発展した。また木工業が伝統的な経済の中心であった。
1372年にムルハルトはペストに襲われた。この様子はヴァルテリヒス教会の銘文に記されている。

### ヴュルテンベルク家の支配
1388年、市と修道院に対する代官権を、ヴュルテンベルク伯が購入した。
1525年、街と修道院はドイツ農民戦争で甚大な被害を受けた。ハル＝リムプルグの農民集団が修道院図書館に突入し、価値ある文物の大部分を破壊した。
ヴュルテンベルク公ウルリヒは1534年に宗教改革に同調した。彼は初め修道院長、修道院およびその管理の一部を存続させる特別措置を認めた。しかしムルハルト修道院は廃止された。修道院長と上級者だけは所領の運営を行う官僚としての機能を果たすために存続した。
ウルリヒの息子クリストフ公は開明的な君主と見なされており、就学義務を施行した。クリストフ公の像は、ほぼ250年の間、修道院の庭の泉に掲げられ、1790年に市場の泉に移された。クリストフ公は領邦全土の修道院を「修道院法」によって解体した。他の修道院と同じようにムルハルトでも修道院学校が設立された。旧修道院薬局は、ヴュルテンベルクで特に古い薬局の1つであり、現在は「聖ヴァルテリヒ薬局」と呼ばれている。

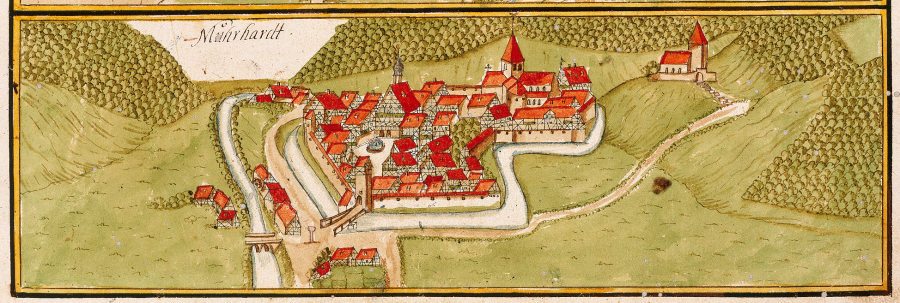
アンドレアス・キーザーの1685年の森林登録簿に描かれたムルハルト

1556年から1634年まで福音主義の修道院局があった。福音主義の「修道院長」は「プレラート」の称号を用い、公の官僚であった。修道院管財人は財政管理人として彼らに協力した。彼は市と修道院にとって最も力のある人物であった。最も有名な修道院管財人ヤコーボ・ホフゼスは、1574年に7000グルデンを横領した罪で公開斬首刑で処刑された。
三十年戦争のネルトリンゲンの戦いの後、この修道院は、有名な「ヴェストファーレン条約の歴史記者」アダム・アダミの下、1635年にカトリックのベネディクト会の所有に戻された。しかし、ベネディクト会は、1648年のヴェストファーレン条約に基づいて修道院を再び明け渡さなければならなかった。福音主義の修道院局は再建され、1806年の世俗化まで存続した。
福音主義教会組織は、1867年にかつての修道院教会を邦有財産から譲り受けた。大規模な改修の後、この教会は「市教会」と呼ばれることとなった。これに対して、ヴァルテリヒス礼拝堂は現在も州有財産である。
1765年、ムルハルトで大火災が起こった。火災は古い市壁の木製のバルコニーを介して急速に燃え広がった。住民たちは、収穫後で主にイルスフェルトの市場に出ていたため、火災は壊滅的な結果をもたらした。ヴュルテンベルク公カール・オイゲンとプレラートのフリードリヒ・クリストフ・エッティンガーによって、一部バロック様式で行われたムルハルトの再建は、現在もこの街を印象づけている。「バロック時代の生きる喜び」は、特に、現在も遺るレストラン「トラウベ」のカラフルな表現に見られる。1766年、ヴュルテンベルク敬虔主義の代表者であるエッティンガーがこの街に来て、当時熱心に行われたが、成功しなかった周辺地下資源の探索に参加した。
ムルハルトは当時ヴュルテンベルクのアムト所在地であった。バロック様式の堂々たるヴュルテンベルク公のオーバーアムト庁舎は、市庁舎の向かいにあった。この館には、一時期、ナポレオン3世の「女友達」ヤコビーナ・シッパートが住んだ。パリから戻った後、彼女は、パリの馬車鉄道の裕福な所有者をしてこの街で一人暮らしをした。
哲学者フリードリヒ・ヴィルヘルム・ヨーゼフ・シェリングは1803年にムルハルトでカロリーネ・ベーマー＝シュレーゲルと結婚した。

### 巡礼地としてのムルハルト
修道院の創設者で初代修道院長となったヴァルテリヒはフランケンの高位貴族家の一員であり、796年頃にムルハルトに来た。一部の歴史研究家は、彼がカール大帝の婚外子であり、ルートヴィヒ敬虔王と異母兄弟にあたるという説を唱えている。ヴァルテリヒは、ルートヴィヒの治世で、皇帝使節や帝国会議において重要な役割を担った。彼は皇帝の聴罪司祭でもあったはずである。840年に亡くなった後、彼はムルハルトの聖マリエン教会に葬られた。ヴァルテリヒについては、彼は奇蹟の人であり多くの病気を治すことができたという伝説があった。その評判は周辺に広まった。ヴァルテリヒの死後、彼の墓への巡礼が教会を訪れるようになった。巡礼者は近くからも遠くからもやって来た。巡礼は毎年受難週に行われ、この小都市は中世からすでに多くの「観光目的の」集客力を有していた。
ヴァルテリヒは、民衆から疾病者の守護者として尊敬された。修道院管財人のヴォルフゼルデン伯ベルトルトは列福を働きかけ、1226年/1227年に成功した。しかし彼は聖人に列せられてはいない。

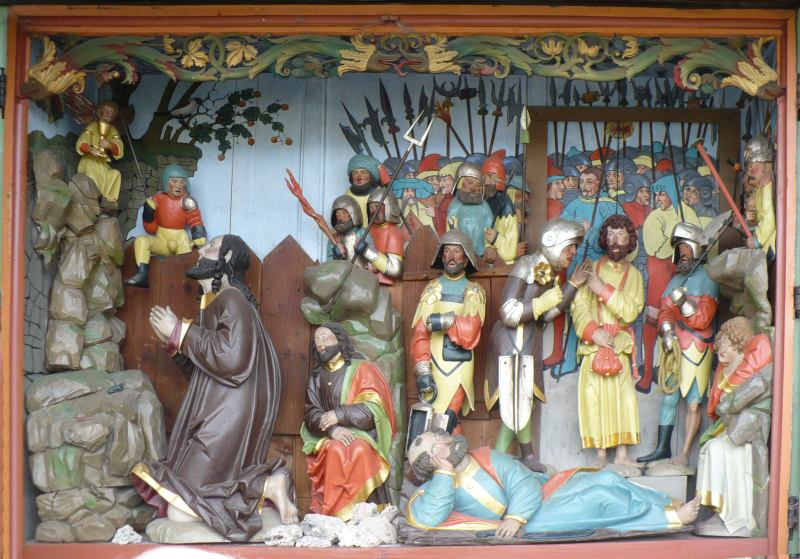
巡礼教会の「オリーブ山」の木彫像

1534年、聖マリア教会という名前がカトリックを思わせる響きであったため、宗教改革に伴い修道院の附属教会はヴァルテリヒス教会と改名され、墓地教会として利用された。1612年「奇蹟」の墓碑が破壊され、献金箱の一部になった。献金箱はヴァルテリヒス教会の正面入り口脇に、壁で囲まれて置かれている。古い奇蹟信仰は新しい献金箱に引き継がれた。1801年、カトリックの巡礼を終わらせるために、当時のプレラートは墓碑の破片を取り除き、墓を隠した。
宗教改革以後、福音主義の聖金曜日の巡礼だけが1950年代まで行われた。キリストの苦難の道のりを追体験するために人々は「悔悛者の階段」で跪きながら教会の丘を登った。これは20世紀半ばに廃止された。
1512年に製作された木彫の受難像「オリーブ山」は重要であり、現在も聖金曜日から復活祭までヴァルテリヒス教会で見ることができる。
この教会は、ヤコブの巡礼の参詣地である。

### 工業化以後
ムルハルトは、1806年から1938年までオーバーアムト・バックナング、1938年から1972年まではバックナング郡に属し、1973年にレムス＝ムル郡に属すことになった。
19世紀初めにヴュルテンベルク王国になっても経済状況は貧しかった。ナポレオン戦争は、通過する軍隊や、この街に宿営する兵士によって、住民たちに重くのしかかった。1806年にオーバーアムトがバックナングに移され、1838年には最後に残っていた全国的な役所の財務局も移転した。それ以前に街の経済を支えていた修道院や領邦の役所を含む公共機関は、もはや無くなった。それにもかかわらず人口は増加した。1830年頃に人口は2,000人を超え、商業、手工業、産業が徐々に成長していった。
ムルハルトでは当時からすでに自由主義的＝民主主義的考えを持った市民がいた。その最も有名な人物がフェルディナント・ネーゲレ（1808年 - 1879年）である。1848年3月、ドイツで初めて直接選挙によって選ばれた議会であったフランクフルトのパウルス教会での国民会議の代議士に、彼は職人として唯一選出された。ドイツにおける1848年革命の失敗後、1853年に彼は市長に選出されたが、ヴュルテンベルク王国内務省の命令によってネーゲレはその地位に就けなかった。それでも彼は死の直前に到達した重要な目標について引き続き議論を重ねた。ムルハルトが王立ヴュルテンベルク邦有鉄道に接続することが「新しい時代の始まり」のメルクマールであった。
それ以前のムルハルトは交通の接続が不便な場所であった。1843年9月に初めて旅館「ゾネ」に郵便の窓口が設けられ、これ以後「ゾネ＝ポスト」と呼ばれた。物品はほとんどが馬車で運ばれた。ムルタールの住民は、ムルタール鉄道がムルハルトにまで達した1878年まで鉄道を待たなければならなかった。これがこの街の経済史の転換点となった。この地域の主力製品であった木材が鉄道により便利に輸送できるようになったことで競争力を再び獲得したのであった。
1934年12月22日、ムルハルトとズルツバッハとの間、シュライスヴァイラーの高台で、信号故障によって重大な鉄道事故が起こった。単線区間で2編成の列車が衝突し、10人が死亡した。この鉄道は1996年に電化された。これによりシュトゥットガルトSバーンへの接続が可能となったが、資金を理由にまだ実現していない。2005年10月、フィヒテンベルク付近での路線遮断のために、例外的に2日間だけSバーンの列車がムルハルトに運行した。
皮革の街バックナングに隣接していることから、19世紀末に有名な皮革製品製造業者シュヴァイツァーがこの街に進出した。その工場は現在も街の景観を形作っている。その後早くも1970年代にはバックナングでの製造が廃止され、2002年にはムルハルトでも同じことが起こった。より安いコストで製造された外国製競合品がその理由であった。
有名なゼーンレ＝ヴァーゲン（秤）のメーカーであるゼーンレ社は19世紀末に地元の同名の家族によって設立された（かつての名称はエプシュタイン社）。この会社は1930年代に「レフォルムヴァーゲ」（乳児用体重計）を発売し、第二次世界大戦後に工業系企業に発展した。この会社はムルハルトとスイスに生産拠点を残しており、2002年まで同族経営を続けたが、自助売却によってナッサウのライフハイトAGに吸収された。コストを理由にムルハルトでの家庭・個人用体重計の製造を廃止し、ナッサウに移転したが、商標は引き続き使用している。マネジメント・バイアウトによって、工業・商業・産業・医療用の測定器製造はゼーンレ・プロフェッショナル GmbH & Co. KG として初めは本市で行っていたが、これも2008年にバックナングに移転した。
国家社会主義の時代、メインストリートが「アドルフ＝ヒトラー通り」と改名され、祝祭日にはハーケンクロイツの旗が掲げられ、「茶色い大隊」が移動を妨げた。
第二次世界大戦でムルハルトは、その市区が何度も爆撃を受け、これによって特に駅施設は被害を受けた。1944年末、ヴュルテンベルク内務省はムルハルトの市立ホールに疎開した。1945年4月にアメリカ軍がヴュルテンベルクを占領すると、この建物は野戦病院となった。1945年4月19日のアメリカ軍入城によりムルハルトにおける第二次世界大戦は終結した。これに先立って、宿屋の主人兼肉屋のヴィルヘルム・マウザーは街の破壊を阻止した。彼は国民突撃隊員とヒトラーユーゲントを武装解除した。かつて青島で皇帝軍の海兵隊員であった彼には戦争経験があった。彼を駆り立てたのは、ドイツ兵が防衛を試みた結果起こったアメリカ軍の砲撃と空爆によるフォルンスバッハ（隣村）のほぼ完全な破壊であった。
20世紀に旅館「ゾネ＝ポスト」は、その高級料理によって郡内全域で有名になっていた。第二次世界大戦終戦直後の1945年6月20日、アメリカ軍占領地域北部ヴュルテンベルクの郡長が集まる、いわゆる郡長会議がここで開催された。これが、ヴュルテンベルクの民主主義的な新秩序の始まりであると見なされている。1974年のワールドカップの際には、ポーランド代表チームがムルハルトの「ゾネ＝ポスト」に滞在した。彼らは、予選リーグ3試合のうち2試合をシュトゥットガルトのネッカーシュターディオンで戦った。その練習グラウンドはムルハルトのトラウツェンバッハシュターディオンであった。1994年に旅館「ゾネ＝ポスト」は市に買収された。建物内には、市議会に利用されるボーフィンガーザールのほか、多くのクラブ/協会が入居した。現在この建物は、近隣の住居に配慮して歴史的な外観で再建されている。

### 市町村合併
1971年7月1日、市町村再編に伴って、それまで独立した自治体であったフォルンスバッハとキルヒェンキルンベルクがムルハルトに合併した。

## 住民

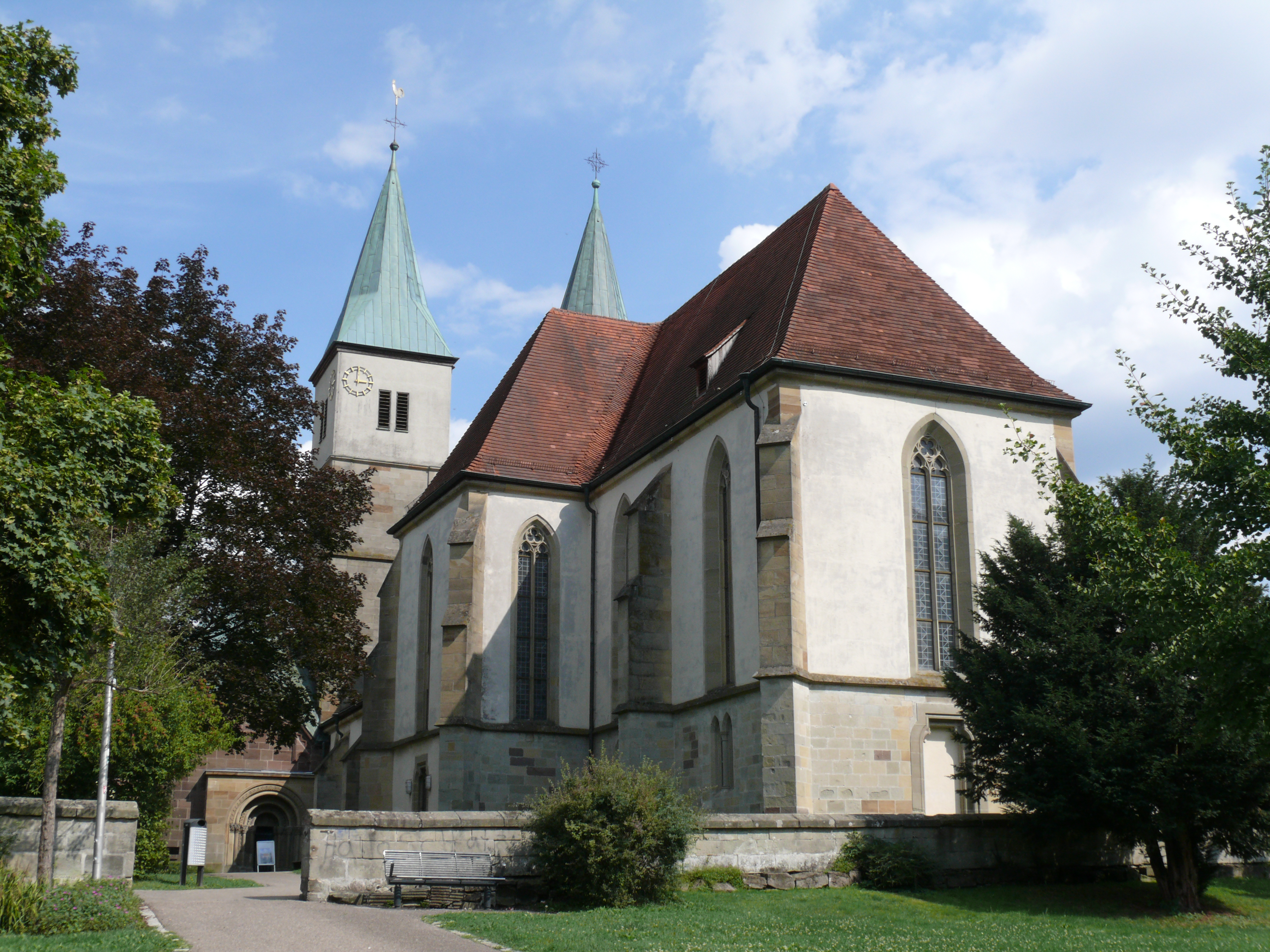
ムルハルトの福音主義市教会

### 宗教
住民の約 47.6 % が福音主義、約 19.0 % がカトリックの信者である。
カトリック信者の比率が現在のような高い値になったのは、第二次世界大戦後に旧ドイツ東部領土から多くの難民を受け容れたためである。1870年のムルハルトには、カトリック信者は 20人だけであった。以前オッペンヴァイラーの教会に属していたこの街のカトリック教会は、1957年から独立した。1969年に献堂されたカトリックの教会堂は、8世紀に創設された母教会と同じ聖母マリアに捧げられた。

## 行政

### 多様性の街
2008年9月23日にこの街は連邦政府から「多様性の街」という称号を授与された。

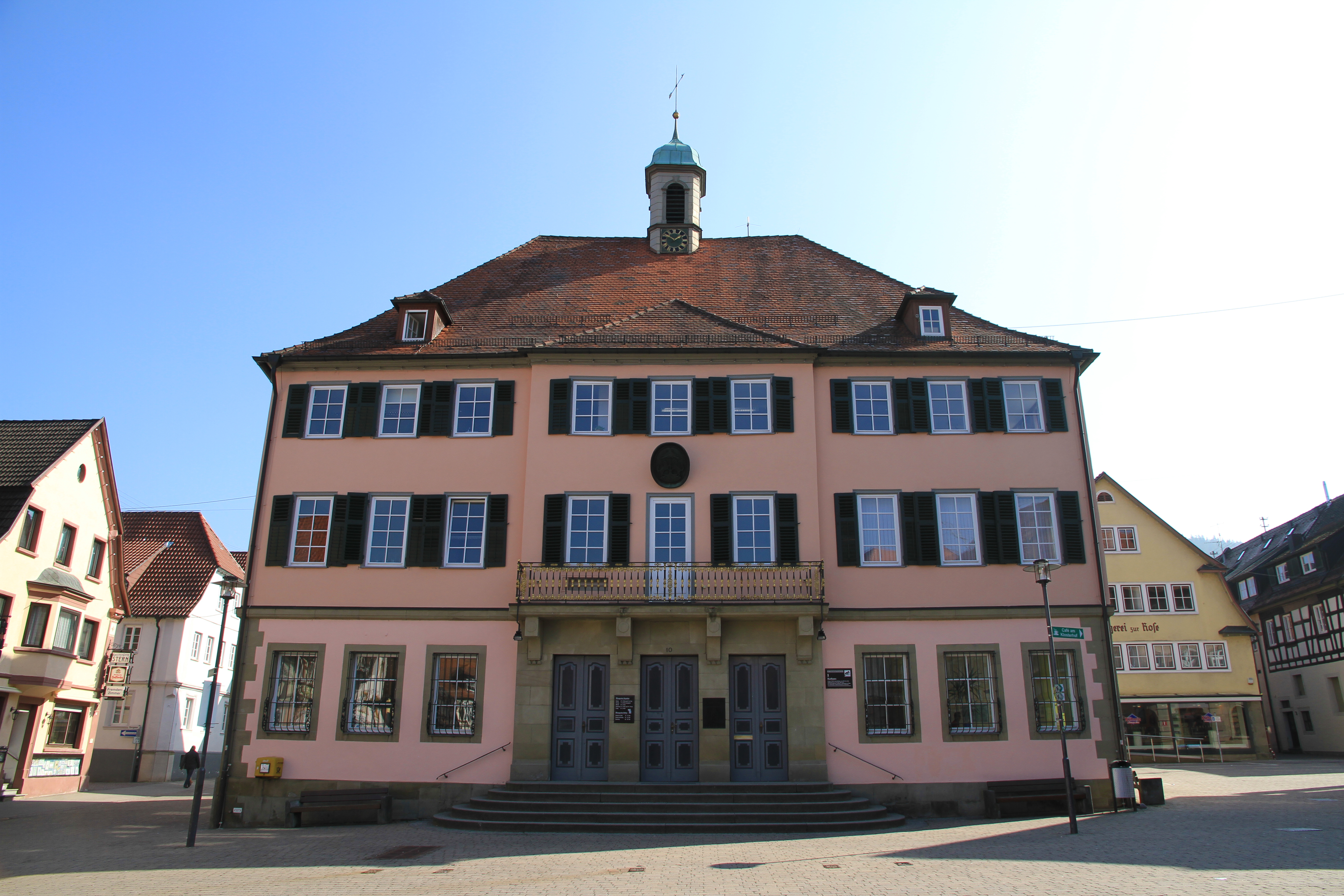
ムルハルト市庁舎

### 首長
アルミン・メスナー (CDU) は、2011年7月17日の市長選挙第1回投票で、66.42 % の票を獲得し、市長に選出された。対立候補のゲルハルト・ショトローベルの得票率は 28.90 %、ハンス＝ヨアヒム・ローゼンタールは 3.94 % であった。

### 議会
ムルハルトの市議会は、選挙で選ばれた18議席の名誉職の議員と議長を務める市長で構成されている。市長は議会において投票権を有している。

### 紋章
図柄: 銀地。緑の土地に緑のモミの木。その幹の両側にそれぞれ1匹ずつ互いに顔を背けて直立する黒いオオカミ。

### 姉妹都市
ムルハルトは以下の街と姉妹都市協定を結んでいる。
- シャトー＝ゴンティエ（フランス、マイエンヌ県）1966年9月24日
- フルーム（英語版）（イギリス、サマセット）1983年
- レータ（ドイツ語版、英語版）（ドイツ、ザクセン州）1990年

### 住民構成
外国人比率は 16.9 % である。

## 文化と見所

### 見所

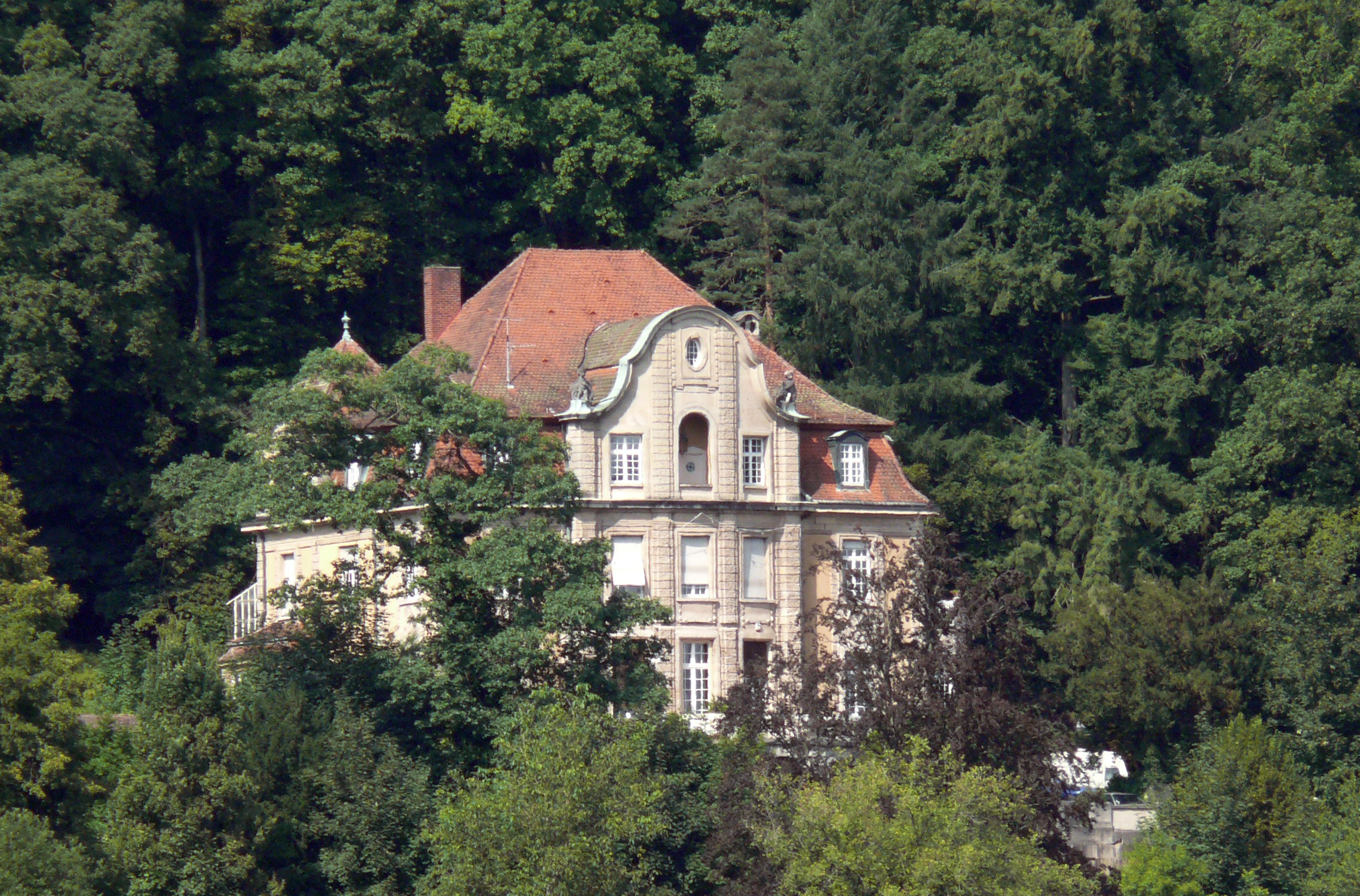
フランク邸

- 市教会（旧修道院教会）は9世紀にまで遡る教会で、建築史・美術史上とても興味深い。増築されたヴァルテリヒス礼拝堂は南西ドイツにおける後期ロマネスク建築の中で、特に重要な作例の1つである。
- ヴァルテリヒス教会（旧巡礼教会で旧修道院のロイト教会）は教会の外壁に1512年製のオリーブ山の彫刻祭壇を有している。この祭壇は復活祭を含めた受難週にだけ一般拝観が可能で、通常は閉ざされている。
- 木組み建築が特徴的な魅力的な旧市街
- 民営のカール＝シュヴァイツァー博物館には、動物学および歴史のコレクション（特にローマ時代と修道院の歴史）がまとめられている。
- 1904年から1907年に建築家パウル・シュモールとゲオルク・シュテーエリンによって建造されたフランク邸はアルベルト・リリエンファイン父子が造園した広さ 7 ha の庭園に囲まれた、ドイツでは、特に保存状態が良く美しい状態で残っているユーゲントシュティール様式の邸宅の1つである。現在は「シュトゥットガルト・ザロニカー」の本部・催事場となっている。
- ハインリヒ・フォン・ツューゲル、ラインホルト・ネーゲレ、カール・オーベンラント、ハイナー・ルーカスの作品を所蔵する市立芸術コレクション
- ムルハルトのマルクト広場の自然公園センターは、自然公園事務所や大規模な情報センターが入居している。
- リューメリンスミューレは1799年に修道院の水車として建設され、現在も稼働している。2007年に、保存されていたローラー粉砕機が改めて稼働した。この水車は店舗の営業時間に訪れることができる。

- ムルハルトの福音主義市教会内部
- ムルハルトの福音主義市教会付属ヴァルテリヒ礼拝堂
- ヴァルテリヒ教会
- 木組み建築が並ぶムルハルトのマルクト広場
- カール＝シュヴァイツァー博物館の展示

### 自然文化財

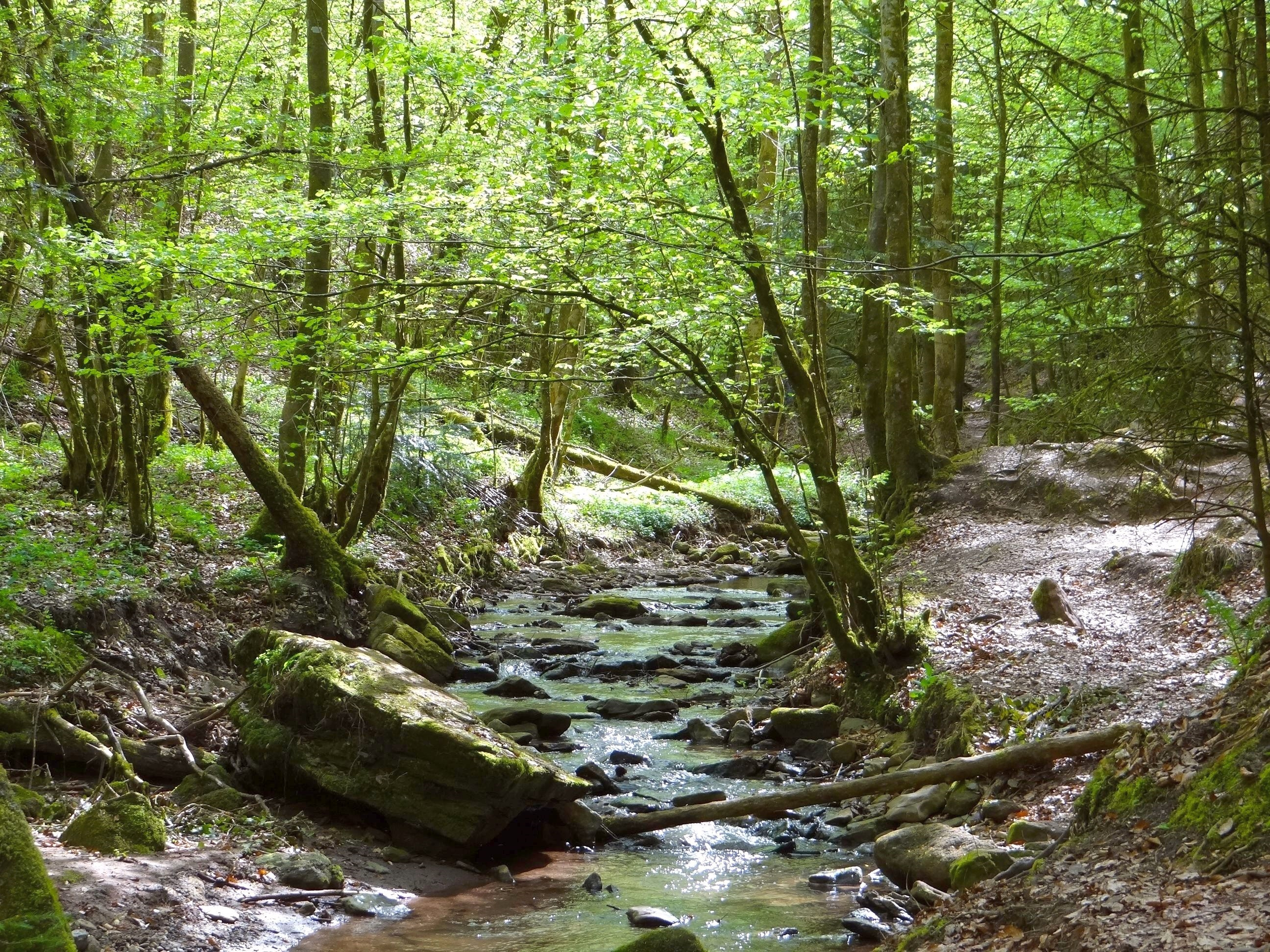
ヘルシュバッハ峡谷

- 自然文化財ヘルシュバッハ峡谷は、2つの滝を持つ原生林の峡谷である。
- フェルゼンメーア（直訳: 岩の海）も自然文化財である。これは数立方メートルにおよぶ巨大な砂岩のブロックが積み重なった山の斜面である。

## 経済と社会資本
この街の経済は、おおむね従業員数50人以下の手工業や機械製造の中小企業によって構成されている。この街は、多くの銀行の支店、総合スーパーマーケット、歩行者専用区域を持つショッピングゾーンを持つ下級中心都市である。シュトゥットガルト地域の辺縁部で、狭いムルタールという立地が、やや不利な点である。
ロバート・ボッシュ GmbH はこの街に暖房機器の工場を持つ、本市最大の雇用主である。この工場はかつてのシュピンテックを起源としている。
この他のムルハルトの有名な企業としては、NIL機器製造業者のフリードリヒ・ガンパー KGや、タオルロールや足拭きマットの大規模洗浄業者 CWS-boco（旧エーリヒ・シュム GmbH）がある。エーリヒ・シュムは第二次世界大戦後は多角経営業者で、エスビットの発明や菓子の製造も行った。エーリヒ・シュムは、この種のものとしては南ドイツで最初の、ムルハルトの同名の老人施設の創設者でもある。
多くの住民がバックナング、ヴァイブリンゲン、とりわけシュトゥットガルトへ通勤している。シュトゥットガルトへは電車で約 40 分で到着する。
ムルハルトは、ムルタール水管理連盟の加盟者である。その職務は洪水防止である。

### エネルギー供給
ムルハルトは広域天然ガス網に接続している。市が所有する会社であるムルハルト施設局は街の天然ガス分配網を管理する基幹供給会社でもある。上水道、屋外プール、温熱供給、駐車場経営もムルハルト施設局の別の部門の業務である。
電力基幹供給は、フランクフルト・アム・マインに本社を置く Süwag エネルギー AG が担っている。この会社は RWE グループに属している。ムルハルトへの電力の分配は、Süwag エネルギーの子会社で、フランクフルト・アム・マインの Syna GmbH が行っている。2013年9月26日にさらなる電力網の運営を Syna社に委託した。これには4人の議員が反対した。この入札では、EnBW とシェーナウ＝シュヴェービッシュ・ハレ・エネルギー供給 GmbH が敗北した。ヴィネンデン、ルートヴィヒスブルク、バックナングでの Syna の営業権更新が決定し、これによりムルハルトは、マールバッハと並んで、ルートヴィヒスブルク・ネットワーク地域における Syna の最大顧客自治体の1つとなった。2015年10月1日に新たに設立されたムルハルト・ネット電力網会社 AG & Co. KG（51 % ムルハルト市、49 % Süwag エネルギー AG）が Süwag AG から電力網を獲得したが、20年間電力供給を留保して、Süwag および Syna にリースした。
ムルハルトは暖房に、主に木材を用いており、温熱供給網が広がっている。再生可能エネルギー省は、再生可能熱エネルギーシステムへの模範的な関与に対して「エネルギー＝コミューン」として顕彰した。

### 交通

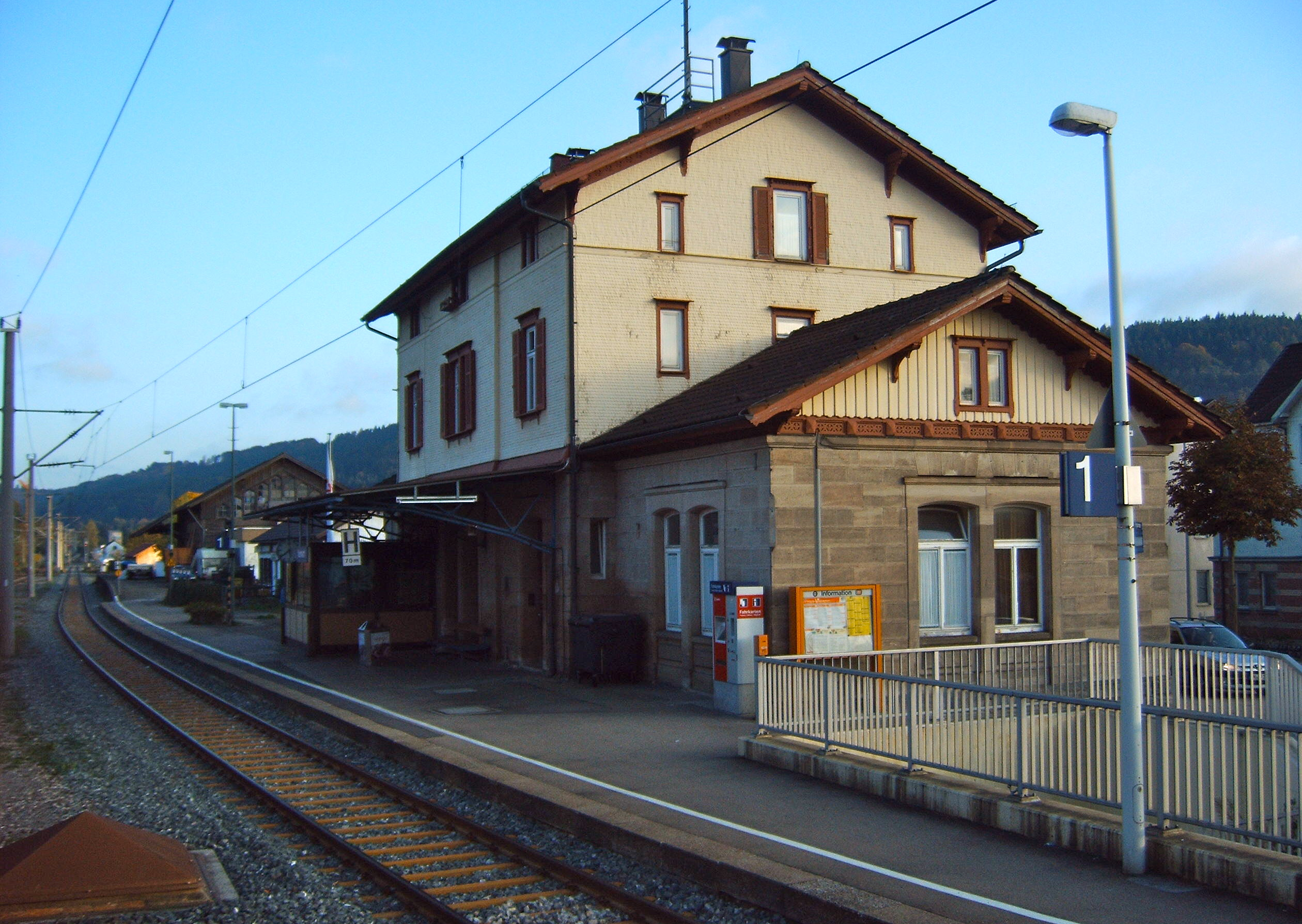
ムルハルト駅

ムルハルトは鉄道ヴァイブリンゲン - シュヴェービッシュ・ハル＝ヘッセンタール線沿線に位置しており、2つの駅がある。1つは市の中心部、1つはフォルンスバッハ市区にある。両駅には1時間間隔でシュトゥットガルト - バックナング - シュヴェービッシュ・ハル＝ヘッセンタール（- クライルスハイム - ニュルンベルク）を結ぶレギオナルエクスプレスが発着する。週末にはレギオナルバーンもバックナング - シュヴェービッシュ・ハル＝ヘッセンタール間を運行している。
公共旅客近郊交通は、シュトゥットガルト交通・運賃連合によって確保されている。
ムルハルトは州道 L1066号線および多くの郡道沿いに位置する。最寄りのアウトバーンのインターチェンジは、連邦アウトバーン A81号線のムンデルスハイム・インターチェンジで、ズルツバッハ・アン・デア・ムルやグロースボットヴァールを経由して約 29 km の位置にある。

### 自転車道
ドイツ・リーメス自転車道が市内を通っている。この自転車道は、ライン川沿いのバート・ヘニンゲンからドナウ川沿いのレーゲンスブルクまでオーバーゲルマニシュ＝レティシャー・リーメス沿いに 818 km を結んでいる。

### 広域遊歩道
ドイツ・リーメス遊歩道の一部である、シュヴェービッシャー・アルプ協会のリーメス遊歩道がムルハルトを通っている。

### 教育
- ハインリヒ＝フォン＝テューゲル＝ギムナジウム
- ヴァルテリヒシューレ、ヴェルクレアルシューレ[訳注 1]を含む基礎課程・本課程学校。2007/2008年の学年から全日制学校が設けられた[37]。
- ヘルシュバッハシューレ、基礎課程学校
- フォルンスバッハ基礎課程学校
- ヘルツォーク＝クリストフ・シューレ、養護学校
- ボーデルシュヴィング＝シューレ、精神・身体障害児童のための学校
- ダニエル＝シューレ、キリスト再臨派の宗教学校（州認可の基礎課程・実科学校）

実科学校はズルツバッハに通うことができる。最寄りの技術・商業ギムナジウムはバックナングにある。最寄りの栄養学ギムナジウムはヴァイブリンゲンとシュヴェービッシュ・ハルにある。
この他の教育機関としては、ヴェストシュタットのヴァルドルフ幼稚園や市が経営する森の幼稚園がある。

### メディア
ムルハルター・ツァイトゥングは1884年から刊行されている。販売数は 2,041部である。一般面はシュトゥットガルター・ナハリヒテンから、地域面はバックナンガー・クライスツァイトゥングから転用している。ムルハルター・ツァイトゥングは自前の編集部を有していないため、ムルハルト向けローカル面もバックナンガー・クライスツァイトゥングが作成している。ムルハルター・ツァイトゥングは、市の公的な広報を掲載している。

### レジャー施設
- 通年利用可能なキャンプ場を持つヴァルトゼー・レジャー地区
- フォイアーゼーや自然に近い子供広場をもつ憩いの場である市立公園
- 市立芸術コレクション
- トラウツェンバッハタールの野外温水プール

### リースバッハ塔

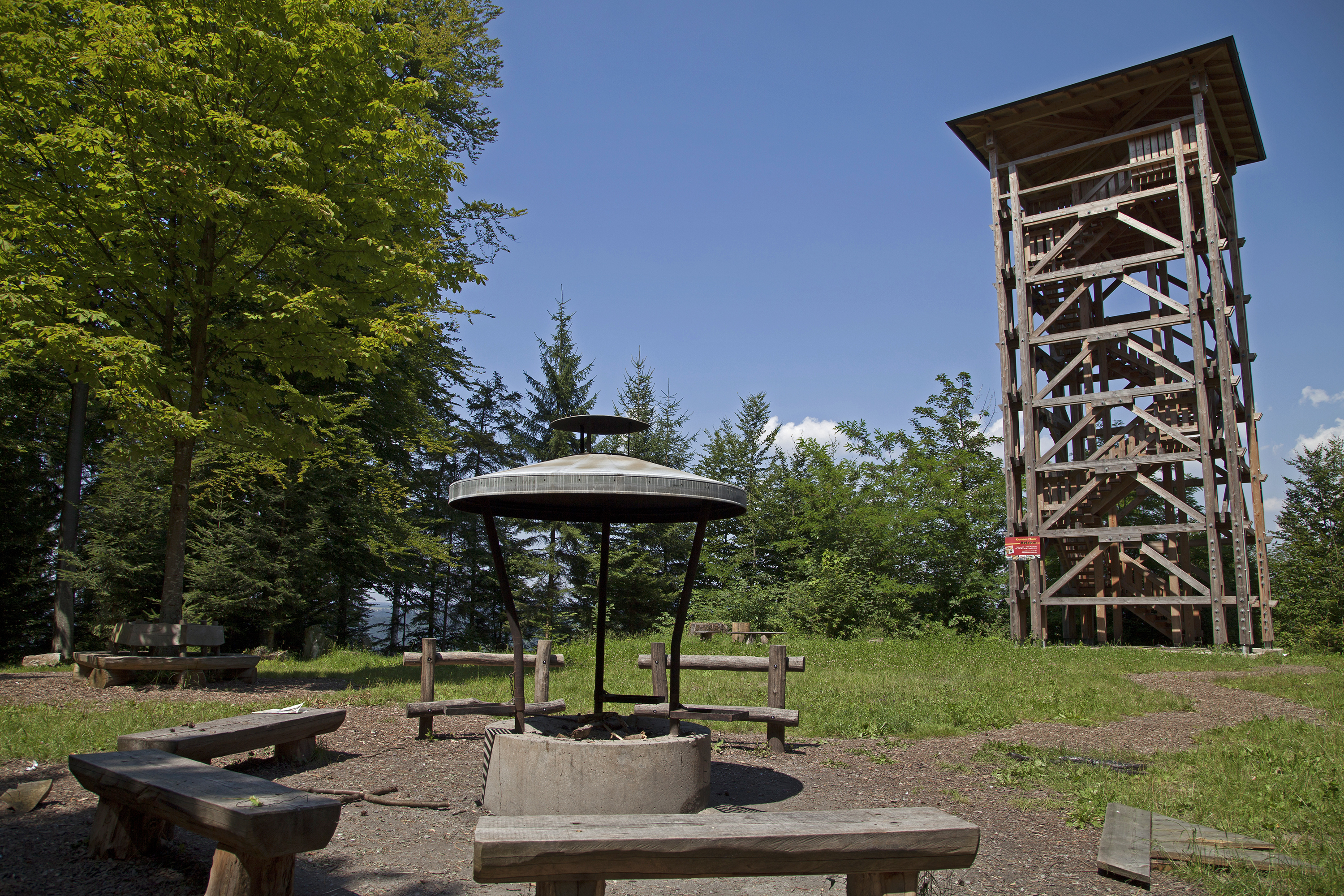
リースベルク塔

リースバッハ塔は、ムルハルトの南南東に位置するリースベルクに建つ高さ 25 m の木製展望塔である。この塔は1974年に建造されたが、2008年に焼失し、2010年に新たに建設された。塔の展望台からは、市を一望できる。

## 人物

### 出身者
- ハインリヒ・フォン・ツューゲル（1850年 - 1941年）画家

### ゆかりの人物
- フリードリヒ・クリストフ・エーティンガー（ドイツ語版、英語版）（1702年 - 1782年）神学者、ヴュルテンベルク敬虔主義の初期指導者

## 訳注
1. ↑  ヴェルクレアルシューレ (ドイツ語: Werkrealschule) は、ドイツ内でもバーデン＝ヴュルテンベルク州特有の学校形態で、本課程学校の第9または第10学年修了の生徒から選抜で第10学年以降の中等教育クラスに進学できる制度およびその課程